# هارييت هانسون روبنسون
هارييت هانسون روبنسون (بالإنجليزية: Harriet Hanson Robinson)‏ (8 فبراير 1825 – 22 ديسمبر 1911)، التي عملت بوظيفة رافعة كبات الغزل في مشغل قطن ماساتشوستس عندما كانت طفلة، وشاركت في إضراب عمالي، وأصبحت شاعرةً وكاتبة ولعبت دورًا مهمًا في حركة حق النساء في الاقتراع في الولايات المتحدة.

## طفولتها المبكرة
كانت هارييت ابنة هارييت براون هانسون وويليام هانسون، الذي عمل نجارًا. كان كلا والديها ينحدران من مستوطنين إنجليز قديمين، ولكن دون أسلاف مميزين. كان شقيقها الأكبر جون ويزلي هانسون (1823-1901)، وكان لديها شقيقين اثنين أصغر على قيد الحياة، بنجامين وويليام. توفي والد هارييت عندما كان عمرها ست سنوات، تاركًا أرملته لترعى أربعة أطفال.
كانت والدة هارييت مصممةً على الحفاظ على العائلة سويةً، بالرغم من صعوبة فعل ذلك. استذكرت هارييت لاحقًا، في سيرتها الذاتية المنوال والمغزل (هانسون وربينسون 1898)، رد والدتها عندما عَرض جارٌ عليها تبني هارييت لكي ينقص واحدٌ من عدد الأفراد الذين على والدتها إطعامهم: «كلا، مادام لديَّ وجبة واحدة من الزاد في اليوم، لن أُفرِّق أطفالي». كتبت لاحقًا أن كلمات والدتها في تلك الحادثة علقت في ذهنها «بسبب كلمة الزاد» والتي تساءلت عن معناها لوقت طويل بعد ذلك. 
مبدئيًا، كانت السيدة هانسون تدير متجرًا صغيرًا في بوسطن، ماساتشوستس، والذي كانت تبيع فيه الطعام، والحلوى، والحطب. عاشت العائلة في الغرفة الخلفية للمتجر، كان الجميع يتشارك فيها نفس السرير «اثنان عند القدم وثلاثة عند الرأس» كما ذكرت هارييت لاحقًا. بناءً على دعوة قريبة هارييت من جهة والدتها، أنجيلين كودوورث، أرملةٌ كذلك، انتقلت العائلة إلى لوويل، ماساتشوستس، مركز صناعة النسيج. كانت لوويل بلدة من المخطط أن تكون مصنعًا. تحت نظام لوويل، وظفت الشركة فتياتٍ مزارعاتٍ شاباتٍ ليعملن في المشاغل، بنت مهاجعًا حيث بإمكانهم العيش فيها بإيجاراتٍ منخفضة، ووظفت مربياتٍ لمراقبة السلوك الاجتماعي للفتيات. رتبت الشركة للنشاطات الثقافية، ودراسات الإنجيل والفرص التعليمية الأخرى. مبدئيًا، كان الأجر مغريًا للنساء، لأن التوظيف البديل، العمل المنزلي والتدريس، كانوا يدفعون فقط سُدس ما يدفعه عمل المشاغل. مع ذلك، كانت ظروف العمل سيئة وغير آمنة والأجور منخفضة، مما أدى إلى إضراب عام 1834. حصلت السيدة هانسون على وظيفة إدارة مثوى لشركةٍ لصنع النسيج في لوويل.

## عاملة المشغل
بعمر عشر سنوات، بدأت هارييت بالعمل في مشاغل لوويل. بحسب تفسيرها الخاص، أرادت العمل لتكسب نقودًا لنفسها، وكانت التجربة جيدةً بالنسبة لها. مع ذلك، كان هنالك عنصر الضرورة لأن والدتها كانت تكسب نقودًا قليلة لقاء إدارتها للمثوى. كانت وظيفتها التي تحصل منها على 2 دولار في الأسبوع هي «رافعة كبات الغزل»، تقوم فيها باستبدال الكبات الممتلئة بأخرى فارغة. شغلت الوظيفة ربع ساعة من كل ساعة فقط، وخلال فترات الفراغ استطاع الأطفال اللعب أو القراءة أو حتى الذهاب للمنزل لبعض الوقت.

في عام 1836، نظَّمت فتيات مشغل لوويل أضرابًا ثانيًا، أو «خروجًا» كما كانوا يسمونه. كان سبب الإضراب الأول عام 1834 هو استقطاع 15% من الأجور. وكان الإضراب الثاني بسبب زيادةٍ في تكاليف الإقامة الداخلية التي كانت تساوي استقطاعًا من الأجور بمقدار 12.5%.  بالنسبة لهارييت، وهي بعمر الحادية عشر، كان هذا إضرابها الأول. وفي سيرتها الذاتية، سردته بفخر:
عندما أتى اليوم الذي ستخرج فيه الفتيات، بدأت الفتيات في الغرف العليا أولًا، وغادر العديد منهن حتى أغلق مشغلنا فجأة. ثم، عندما وقفت الفتيات في غرفتي مترددات، وغير متأكدات حول ما يجب فعله، يسألن بعضهن، «هل يمكنك؟»، أو «هل يجب أن نغادر؟» دون أن تمتلك أي واحدةٍ منهن الشجاعة للبدء، بدأت أنا بالتفكير بأنهن لن يخرجن، بعد كل ذلك الحديث، بدأ صبري ينفذ، وبدأت أمامهن، قائلةً، بتبجح طفولي، «لا يهمني ما تفعلون، أنا سوف أخرج، إن خرج أحد آخر معي أم لا»؛ وخرجت، وتبعني الآخرون.

-       هانسون روبينسون 1898، الصفحات 84-85.
كانت هارييت تؤذي والدتها عن طريق الإضراب، لأن والدتها كانت ستنتفع من الزيادة في تكاليف الإقامة الداخلية. لم تدرك هارييت ذلك حتى كبرت. كنتيجةٍ للإضراب، تراجعت عدة مشاغل عن الزيادة في التكاليف، وروجع نظام التكاليف، على أساس أن -كونه الدافع الرئيسي للنساء الشابات والفتيات للمجيء للعمل في المشاغل في المقام الأول- لو لم يكُن غير راضياتٍ عنه لهذه الدرجة لما قمن بالإضراب لذلك فهو لم يقم بالتأثير المطلوب منه. ولكن قائدات الإضرابات طُردن من وظائفهن، وكذلك والدة هارييت، والذي صورته هارييت في سيرتها الذاتية على أنه فعل انتقام تافه لتصرفات هارييت.
استمرت هارييت بالعمل في المشاغل بعد انتهاء الإضراب، متدرجةً إلى توجيه الإطار الدوار وثم أصبحت «فتاة سحب»، وهي واحدةٌ من الوظائف الأفضل في المشغل. كانت غرفة السحب هادئةً نسبيًا، بعيدًا عن آلات الغزل والنسيج.  تتولى فتاة السحب العمل بعد لف خيوط السداة على مسند السحب باستعمال خطاف معدني طويل. وقد كان باستطاعتها الجلوس على مقعد أو كرسي خلال العمل. عند اكتمال هذا، يُسلم المسند إلى غرفة النسيج. كان الدفع على أساس القطعة، فكانت هارييت تستطيع العمل بالسرعة التي تناسبها، واستطاعت خلال الفترات التي كانت تعمل فيها المناسج أن تجد غرفةً هادئة بعيدًا عن الآلات حيث تستطيع القراءة.

## تعليمها
حصلت هارييت على تعليمها الابتدائي قبل بدء العمل في المشغل. وعندما عملت رافعة كبات الغزل، كانت تحضر دروسًا مسائيةً أيضًا. تركت المشاغل بعمر الخامسة عشر لسنتين لتدرس اللغة الفرنسية، واللاتينية، وقواعد اللغة الإنجليزية والكتابة في ثانوية لوويل، درست في غرفة مدرسية خشبية في بناءٍ كان فيه محل جزار في الطابق الأرضي. نجا عنوانان اثنان من مؤلفاتها: «الفقر ليس مخزيًا» و«الخمول والصناعة»، عاكسين رأيها بأنه ليس هنالك مشكلة في العمالة النزيهة للناس الفقراء. عادت هارييت للمشاغل، وعملت هناك حتى عام 1848، ولكنها شاركت في مجموعاتٍ أدبية في لوويل في أوقات فراغها. 
كانت لوويل غنية بالفرص التعليمية والثقافية للنساء في ذلك الوقت. مكان هنالك مكتبات، ومتاجر كتب، مدارس مسائية ومحاضرات، والحفلات الموسيقية والاحتفالات. نُشرت اثنتان من أوائل المجلات المكتوبة من قبل النساء في البلدة، اللوويل أوفرينغ وذا نيو إنغلاند أوفرينغ. أصبحت بيتسي جوبي تشامبرلين (1797-1886)، والتي كانت إحدى رفيقات هارييت في المشغل مساهمةً بارزة في الرسومات والقصص في لوويل أوفرنغ. قالت هارييت إن «شهرة ذا لوويل أوفرنغ تسببت في اعتبار فتيات المشاغل مرغوباتٍ للزواج جدًا وأن الرجال أتوا من قريب وبعيد ليختاروا لأنفسهم، وبنجاح جيد عامةً». كتبت هارييت أيضًا ونشرت الشعر، ومن خلاله التقت بزوجها المستقبلي ويليام روبنسون، الذي كان يعمل محررًا في لوويل جورنال، التي نشرت بعض أعمالها.

## زواجها
تزوجت هارييت من ويليام ستيفّنز روبنسون (1818-1876) في يوم عيد الشكر عام 1848، عندما كانت في الثالثة والعشرين من عمرها. من خلفيةٍ فقيرةٍ أيضًا، كان روبنسون كاتبًا لجريدة وداعمًا لحزب التراب الحر، الذي عارض توسع العبودية في المناطق الغربية. وجعل هذا الحفاظ على وظيفة بالنسبة له صعبًا. خلال سنوات زواجها الأولى، لم تكن هارييت مهتمةً بحقوق المرأة. ووصفت في كتاباتها الأولى متعة امتلاك زوج يتعامل مع المشاكل الدنيوية، بينما كانت وظيفتها هي الاهتمام به، وقال إنها لا ترغب بالتصويت لهذا السبب. تبنت هارييت لاحقًا قضية حقوق المرأة بعد أن ناقشتها مع زوجها. كان الزوجان سينجبان أربعة أطفال، توفي واحدٌ منهم وهو صغير، واهتما أيضًا بوالدة هارييت. غالبًا ما عانيا لأجل لسد رمقهم. 

## وصلات خارجية
- هارييت هانسون روبنسون على موقع الموسوعة البريطانية (الإنجليزية)